# Коллинз, Карли Скотт
Карли Скотт Коллинз (англ. Karley Scott Collins; род. 14 декабря 1999) — американская актриса кино, телевидения и озвучивания. Наиболее известной ролью актрисы является роль Опры Перл в ситкоме CBS «Класс», транслировавшемся с 2006 по 2007 годы. Также озвучивала Жизеллу в мультфильме Сезон охоты 3.

## Жизнь и карьера
Родилась во Флориде. Снялась в ряде фильмов. Наиболее известные картины с её участием являются: «Красавица и уродина» (2008) (молодая версия персонажа Пэрис Хилтон), «Пульс-2» (2008), «Пульс-3» (2008), «Развлечение» (2009), «Коллекционер» (2009), телефильм «Амиш Грейс» (2010), «Письма к Богу» (2010), анимационный фильм «Сезон охоты 3» (2010), «Ответы в никуда» (2011) и короткометражный фильм «Когда вы меня найдёте» (2011).
Также она выступила актрисой озвучивания и снялась в «Частной практике», в «Гриффинах», в «Грани» и в «Однажды в сказке».

## Фильмография

### Фильмы
| Год  | Название              | Роль                   | Примечания      |
| ---- | --------------------- | ---------------------- | --------------- |
| 2008 | Красавица и уродина   | Молодая Кристабель     |                 |
| 2008 | Пульс 2: После жизни  | Джастин                | Видео           |
| 2008 | Развлечение           | Табита в детстве       |                 |
| 2008 | Пульс 3: Вторжение    | Молодая Джастин        | Видео           |
| 2009 | Коллекционер          | Ханна Чейс             |                 |
| 2010 | Письма к Богу         | Эншли Тёрнер           |                 |
| 2010 | Сезон охоты 3         | Жизелита (озвучивание) |                 |
| 2011 | Ответы в никуда       | Tina                   |                 |
| 2011 | Когда вы найдёте меня | Аврора                 | Короткометражка |

### Телевидение
| Год  | Название         | Роль                                 | Примечания                                       |
| ---- | ---------------- | ------------------------------------ | ------------------------------------------------ |
| 2006 | Класс            | Опра Перл                            | Постоянная роль (6 эпизодов)                     |
| 2007 | Частная практика | Эрин                                 | Эпизод: «Эддисон находит волшебство»             |
| 2010 | Амиш Грейс       | Кэти Грабер                          | Телефильм                                        |
| 2010 | Гриффины         | Эбби/Маленькая девочка (озвучивание) | Эпизод: «Road to the North Pole»                 |
| 2011 | Грань            | Оливия Данэм (6 лет)                 | Эпизод: «Субъект 13»                             |
| 2012 | Однажды в сказке | Гретел / Ава Зиммер                  | Эпизод: «True North»                             |
| 2012 | Гриффины         | (озвучивание)                        | Эпизод: «You Can't Do That on Television, Peter» |